# Nicki Hunter
Nicki Hunter (Lake Worth, Florida; 19 de diciembre de 1979) es una actriz pornográfica estadounidense.
Hunter entró a la industria del porno en 2004 a la edad de 23 años y desde entonces es una de las estrellas de cine porno más prolíficas. Sus escenas son regularmente de sexo anal, doble penetración y ass to mouth. Ha aparecido en cuatro films de squirting. Tiene pírsines en el clítoris y en el ombligo.
En 2004, apareció en dos programas del show televisivo de Howard Stern y en el documental de televisión The Porn King Versus the President.
Estuvo nominada en 2006 a la Mejor Actriz del Año AVN Award y en 2005 para la Mejor Actriz Principiante. Ella ganó en 2005 XRCO Award para la Actriz del Año. En 2006, fue finalista para un FAME Award para la Mejor Actriz Principiante en Oral.
Nicki comenzó a dirigir películas en 2005, las primeras fueron Cum Swallowers 3, Cum Swappers 5 y Ravenous.
A Nicki recientemente se le ha diagnosticado leucemia / linfoma, una forma compleja de cáncer que afecta al sistema linfático. Muchas estrellas del porno han realizado acontecimientos para ayudar a pagar sus gastos médicos, como fue relatado en abril de 2007 como ser "profundamente en las seis figuras".
Está casada y tiene un hijo.

## Filmografía selecta
- Squirt in My Gape 2 (2007)
- M.I.L.F. Mouths (2006)
- Big Wet Tits 3 (2006)
- Hand Job Hunnies 9 (2005)
- She Squirts 14 (2004)
- Semen Demons (2004)
- Swallow My Squirt 2